# Luiz Eurico Ferreira
Luiz Eurico Ferreira (São José dos Campos, 20 de dezembro de 1925 – 9 de novembro de 1985) foi um médico brasileiro.
Foi eleito membro da Academia Nacional de Medicina em 1980, sucedendo a Nelson Moura Brasil do Amaral na Cadeira 66, que tem José Cardoso de Moura Brasil como patrono.